# Colette Martin
Pour les articles homonymes, voir Martin.
Colette Martin, née Line Juliette Rose Martin en 1910 à Vichy en France et morte en 1985 à Sóller sur l'île de Majorque, est une peintre de fleurs suisse.

## Biographie
Line Juliette Rose Martin, surnommée « Colette » dès son plus jeune âge, est née le 5 août 1910 à Vichy, en France, de parents suisses. Après le divorce de ses parents, elle est confiée à ses grands parents paternels, à Lausanne, et apprend le métier de couturière-modiste. À 21 ans elle épouse un sculpteur suisse dont elle divorce après trois ans. Travaillant comme journaliste indépendante, elle effectue alors de nombreux voyages en Europe, en Algérie et au Maroc, où elle réside de 1948 à 1952. En 1953, elle arrive aux Baléares ; elle s'installe à Sóller sur l'île de Majorque, où elle demeure jusqu'à sa mort en 1985,,.

## Œuvres
Colette Martin réalise des aquarelles de la flore des Baléares. De son vivant, ses œuvres sont exposées à Londres, Cleveland, Genève…. En 2015, quelque 200 planches sont répertoriées dans des collections privées et à la maison de la culture de Soller.

## Postérité
Ses aquarelles sont reproduites dans un ouvrage multilingue sur la flore des Baléares publié en 2015 par la Fondation Jardin botanique de Sóller,. 
À la suite de la découverte dans un grenier d'une valise lui ayant appartenu et contenant des liasses d'archives (correspondance, photographies, documents, esquisses et dessins), un documentaire retraçant la vie de celle qui était surnommée « Madame Colette » est produit en 2019 par Núria Cano sous la direction de Joan Bonet,,. Ce documentaire évoque notamment ses nombreux échanges épistolaires avec le botaniste belge André Lawalrée (en).